# الجلسة الأخيرة
الجلسة الأخيرة هو فيلم من نوع رعب أُصدر في 2011. الفيلم من إخراج لوران أشارد Laurent Achard ‏.
عُرض الفيلم لأول مرة عالميًا في مهرجان لوكارنو السينمائي الدولي.

## القصة
تدور أحداث الفيلم حول سيلفان (باسكال سيرفو) الذي كرس حياته للمسرح، والآن يوشك على الإفلاس. ويعيش في قبو السينما ويعمل كمبرمج أفلام وعارض أفلام وأمين صندوق. كل ليلة بعد العرض النهائي يغادر سيلفان المسرح ليقوم بأعمال وحشية.

## طاقم التمثيل
- كارول روشيه
- بريجيت ساي
- ميراي روسيل  [لغات أخرى]‏
- Nicolas Pignon  [لغات أخرى]‏
- Noël Simsolo  [لغات أخرى]‏
- باسكال سيرفو

## وصلات خارجية
- الجلسة الأخيرة على موقع IMDb (الإنجليزية)
- الجلسة الأخيرة على موقع روتن توميتوز (الإنجليزية)
- الجلسة الأخيرة على موقع ألو سيني (الفرنسية)
- الجلسة الأخيرة على موقع أول موفي (الإنجليزية)
- الجلسة الأخيرة على موقع فيلمافينيتي (الإسبانية)
- الجلسة الأخيرة على موقع قاعدة بيانات الفيلم (الإنجليزية)
- الجلسة الأخيرة على موقع ليتربوكسد (الإنجليزية)
- الجلسة الأخيرة على موقع كينوبويسك (الروسية)